# Сельское поселение «Деревня Гусево»
Се́льское поселе́ние «Деревня Гусево» — муниципальное образование в Медынском районе Калужской области Российской Федерации.
Административный центр — деревня Гусево.

## Население
| 2010 | 2012 | 2013 | 2014 | 2015 | 2016 | 2017 |
| ---- | ---- | ---- | ---- | ---- | ---- | ---- |
| 412  | ↘408 | ↘393 | ↘391 | ↘375 | ↘357 | ↘333 |
| 2018 | 2019 | 2020 | 2021 |      |      |      |
| ↘322 | ↗330 | ↘312 | ↘302 |      |      |      |

## Состав сельского поселения
| №  | Населённый пункт | Тип населённого пункта          | Население |
| -- | ---------------- | ------------------------------- | --------- |
| 1  | Вотчинка         | деревня                         | ↗6        |
| 2  | Горлово          | деревня                         | →0        |
| 3  | Гребенкино       | деревня                         | ↘5        |
| 4  | Грибово          | деревня                         | ↘4        |
| 5  | Гусево           | деревня, административный центр | ↘346      |
| 6  | Заворыкино       | деревня                         | ↗2        |
| 7  | Заречная         | деревня                         | →1        |
| 8  | Коняево          | деревня                         | ↘3        |
| 9  | Косицкое         | деревня                         | ↘0        |
| 10 | Крюково          | деревня                         | ↘1        |
| 11 | Мешково          | деревня                         | ↘5        |
| 12 | Ново-Беляево     | деревня                         | →0        |
| 13 | Петровск         | деревня                         | ↗13       |
| 14 | Прокшино         | деревня                         | ↘5        |
| 15 | Рокотино         | деревня                         | ↘21       |

## Транспорт
Через сельское поселение проходит автобусный маршрут Медынь—Шанский Завод (два раза в день), с остановкой в деревне Гусево, остальные деревни стоят в стороне от трассы.